# 다무기노촌
다무기노촌(田麦野村)은 야마가타현 기타무라야마군에 설치되었던 촌이다.